# Eldon Garnet

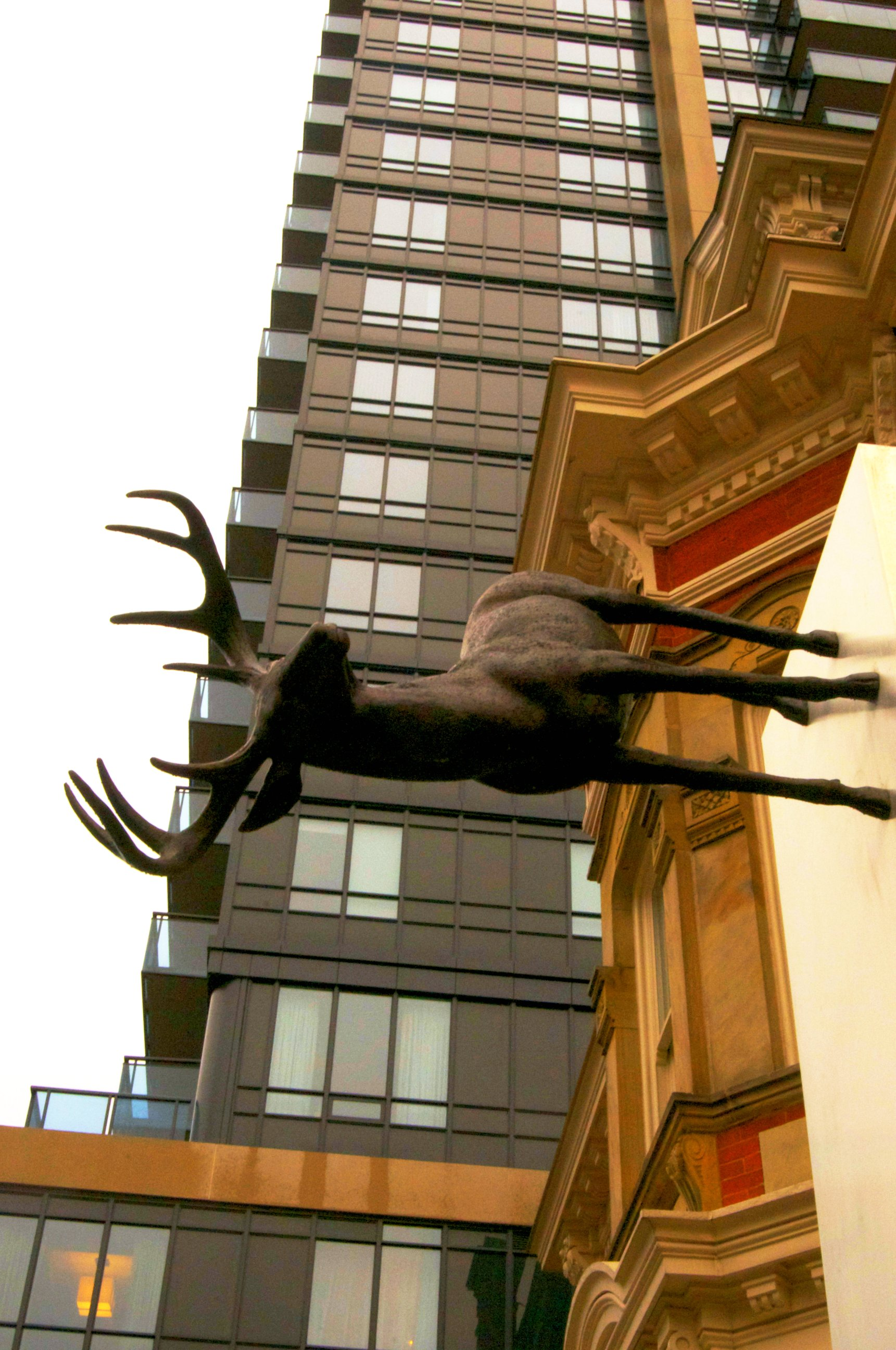
Inversion, encargo público de 2009. Toronto

Eldon Garnet, nacido en 1946, es un artista multidisciplinar y novelista canadiense. reside en Toronto y es profesor en el Colegio de Ontario de Arte y Diseño (Ontario College of Art and Design).
Desde 1975 a 1990 fue editor de la revista Impulse, una revista canadiense de arte y cultura. Una selección de sus esculturas y trabajos fotográficos han sido presentados en la Galería Nacional de Canadá, el Museo de Arte Contemporáneo Canadiense, y el Amsterdam Center for Photography. ·

## Escritor
Su primera novela, Reading Brooke Shields: The Garden of Failure fue publicada por Semiotext(e), en 1995. Impulse Archaeology, una colección de artículos de sus años en Impulse, que fueron reeditados por la University of Toronto Press en 2005. Su libro más reciente es "Lost Between The Edges" publicado también por Semiotext(e), MIT.

## Esculturas

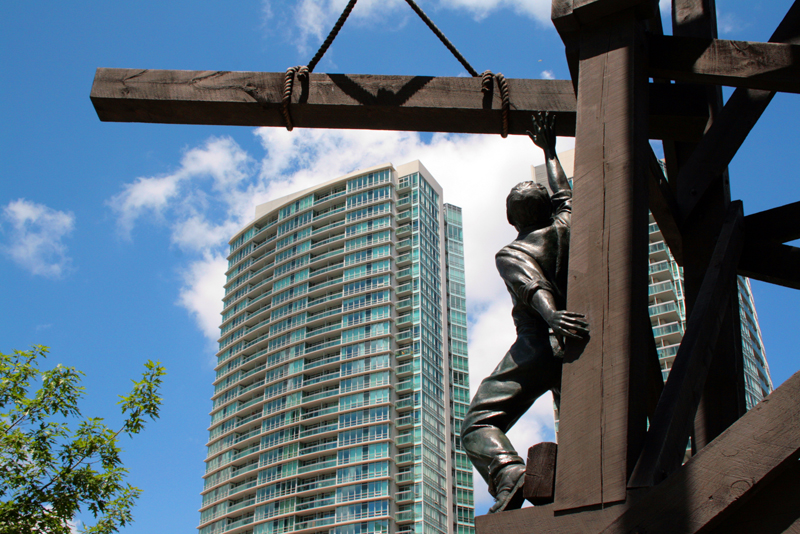
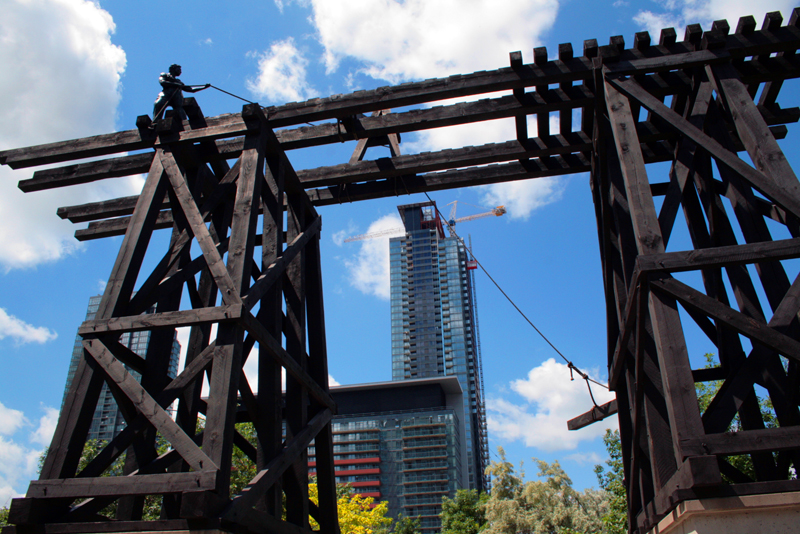
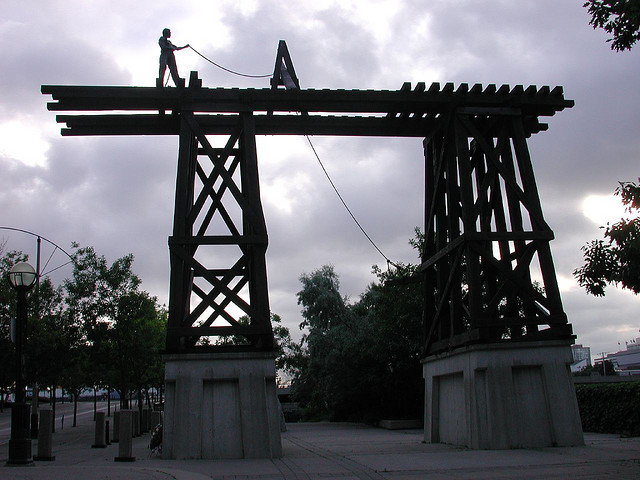

Eldon Garnet es ampliamente conocido por sus trabajos escultóricos en espacios públicos como:
- El Memorial a los trabajadores chinos del ferrocarril  - 43°38′27″N 79°23′33″O / 43.64083, -79.39250

The Memorial for the Chinese Railroad Workers realizado junto a Francis LeBouthillier instalado en Toronto.

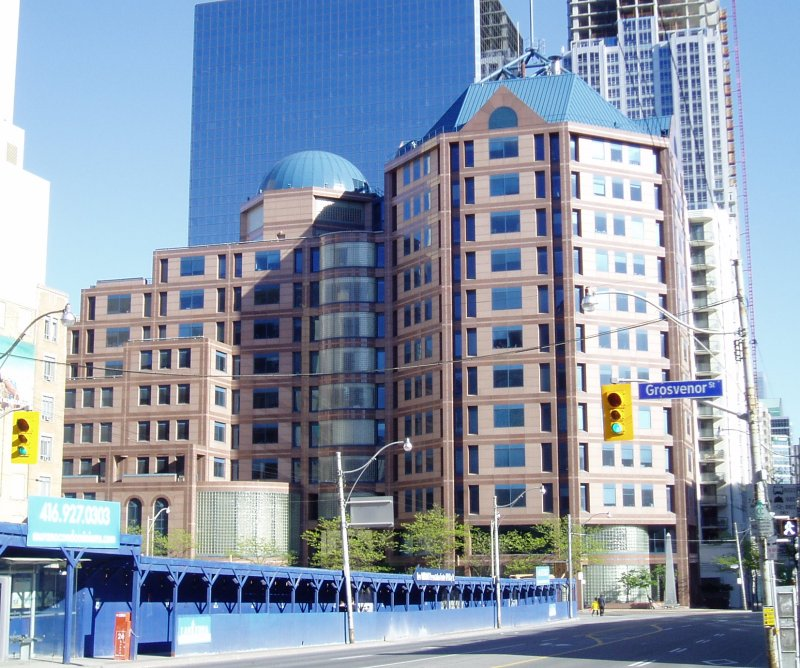
Sede Central de la Policía de Toronto. Abajo a la derecha, puede verse el obelisco.

- Inversion , en la Casa de James Cooper. Toronto, Ontario. 2011 Esculturas en bronce de animales.
- To serve and protect, conjunto escultórico de varias piezas entre ellas un obelisco sobre un carrito arrastrado por un niño. Metropolitan Toronto Police Museum and Discovery Centre, esquina de Bay Street con Grenville, Toronto. (43°39′41″N 79°23′08″O / 43.661348, -79.385458)